# 해리 파괴하기
《해리 파괴하기》(영어: Deconstructing Harry)는 미국에서 제작된 1997년 블랙 코미디 영화로, 우디 앨런이 연출, 각본을 맡았다. 앙상블 캐스트로 앨런, 캐럴라인 에런, 커스티 앨리, 밥 밸러밴, 리처드 벤저민, 에릭 버고전, 빌리 크리스털, 주디 데이비스 등이 출연하였고, 진 두메이니언 등이 제작에 참여하였다.
비평가들로부터 대체로 긍정 평가를 받았다. 이 영화는 제니퍼 가너의 첫 영화 출연작이다.

## 줄거리
맨해튼 소설가 해리 블록은 자전적 삶을 작품 재료로 삼아 성공한다. 그러나 자신들의 구체적인 사생활을 이용해 먹은 것에 분개한 가족과 친구들이 나타나 하나둘 분노를 쏟아내고, 해리는 지나치게 솔직하게 묘사한 소설 내용이 주변인들에게 끼친 악영향을 실감하기 시작한다. 설상가상으로 해리는 자신이 창조한 인물들을 마주하게 된다.

## 출연진
- 우디 앨런 - 해리 블록 역
- 캐럴라인 에런 - 도리스 블록 역: 해리의 여동생.
- 커스티 앨리 - 조앤 역: 심리 치료사, 해리의 두 번째 아내.
- 밥 밸러밴 - 리처드 역: 지인.
- 에릭 버고전 - 버트 역: 해리의 제부, 도리스의 남편.
- 빌리 크리스털 - 래리 역: 해리의 절친 / 악마 역
- 주디 데이비스 - 루시 역: 제인의 여동생, 해리의 전 불륜 상대.
- 헤이젤 굿맨 - 쿠키 윌리엄스 역: 매춘부.
- 매리얼 헤밍웨이 - 베스 크레이머 역
- 에이미 어빙 - 제인 역: 해리의 세 번째 아내.
- 줄리 캐브너 - 그레이스 역
- 에릭 로이드 - 힐리어드 블록 역: 해리의 아들.
- 엘리자베스 슈 - 페이 섹스턴 역: 해리의 전 여자친구.
- 필립 보스코 - 클라크 교수 역
- 로버트 하퍼 - 해리의 의사 역
- 진 색스 - 해리의 아버지 역
- 비올라 해리스 - 엘시 역
- 폴 지어마티 - 애벗 교수 역
- 피터 맥로비 - 저주받은 남자 역
- 아든 머린 - 메리 역

해리의 소설 속 인물
- 리처드 벤저민 - 켄 역
- 줄리아 루이드라이퍼스 - 레슬리 역
- 토비 매과이어 - 하비 스턴 역: 해리의 젊은 시절을 반영한 반자전적 인물.
- 더미 무어 - 헬렌 역: 심리 치료사.
- 스탠리 투치 - 폴 엡스틴 역
- 로빈 윌리엄스 - 멜 역: 해리의 허구 속 또 다른 자아.
- 하이 앤젤 - 맥시 핑쿠스 역
- 제니퍼 가너 - 엘리베이터의 여성 역

## 기타 제작진
- 공동 제작: 리처드 브릭, 레티 에런슨, 찰스 H. 조피, 잭 롤린스
- 배역: 줄리엣 테일러
- 미술: 산토 로콰스토
- 의상: 수지 벤징어